# Spirit in the Night
"Spirit in the Night" je pjesma koju je napisao i originalno snimio Bruce Springsteen za svoj debitantski album Greetings from Asbury Park, N.J. iz 1973. Bio je to drugi singl objavljen s albuma. Obrada pjesme u izvedbi Manfred Mann's Earth Banda objavljena je na albumu Nightingales and Bombers.

## Originalna verzija
Originalna verzija "Spirit in the Night" objavljena je na debitantskom albumu Brucea Springsteena, Greetings from Asbury Park, N.J., a ujedno je bila i jedna od posljednjih pjesama napisanih za album. Springsteen je snimio deset drugih pjesama za album, ali je Clive Davis, predsjednik Columbia Recordsa, bio zabrinut da snimljene pjesme neće polučiti željeni komercijalni uspjeh. Springsteen je zato na brzinu napisao i snimio dvije dodatne pjesme - "Spirit in the Night" i "Blinded by the Light". Kako su te pjesme dodane tako kasno u procesu snimanja, nekoliko članova Springsteenova sastava nije bilo u mogućnosti snimiti ih. Zato je glazbenička postava na snimanju bila svedena na Vinija Lopeza na bubnjevima, Clarencea Clemonsa na saksofonu i samog Springsteena koji je svirao sve ostale instrumente. Iako je "Spirit in the Night" jedna od posljednje snimljenih pjesama za album, izbacila je raniju verziju pjesme koju je Springsteen svirao uživo prije nego što je potpisao ugovor za album.
Iako je većina pjesama na Greetings from Asbury Park, N.J. bila tako složena do te mjere da su ponekad stihovi nadjačavali glazbene aranžmane, "Spirit in the Night" je opisana kao jedina pjesma na albumu gdje se stihovi i glazba poklapaju. Clemonsovo sviranje saksofona i Lopezovo bubnjanje odgovoraju slobodi i uzavrelosti opisanima u stihovima. Sami stihovi opisuju skupinu tinejdžera - Wild Billyja, Hazy Davyja, Crazy Jane, Killer Joea i G-Mana - koja odlazi na mjesto zvano "Greasy Lake" blizu "Ceste 88" zbog noći prepune slobode, seksa i pića. Ali iako je njihov bijeg u slobodu Greasy Lakea kratkog vijeka, naglasak je na prijateljskom zajedništvu.
Iako objavljivanje pjesme kao singla nije bilo uspješno u Sjedinjenim Državama, "Spirit in the Night" je ostala pjesma koja se često izvodi na Springsteenovim koncertima. Koncertne verzije pjesme pojavile su se na CD-u Live/1975-85 te na CD i video verziji Hammersmith Odeon London '75. Studijska verzija pjesme objavljena je na kompilacijskom albumu The Essential Bruce Springsteen.

## Obrada
Manfred Mann's Earth Band je obradio pjesmu "Spirit in the Night" za njihov album Nightingales and Bombers, djelomično promijenivši naslov u "Spirits in the Night". Verzija Manfred Manna razlikuje se od Springsteenove prvenstveno u aranžmanu koji se uvelike oslanja na klavijature i korištenje drugačijih harmonija u refrenu. Sastav je objavio izmijenjenu pjesmu i kao singl koji se probio na posljednju poziciju Billboardove Top 40 ljestvice. Ova verzija objavljena je i kao bonus pjesma na CD-u The Roaring Silence iz 2004. "Spirit in the Night" je bila prva od tri pjesme s albuma Greetings from Asbury Park, N.J. koje je Manfred Mann obradio - druge dvije bile su broj 1 hit "Blinded by the Light" i "For You".

## Vanjske poveznice
- Stihovi "Spirit in the Night"  Arhivirana inačica izvorne stranice od 12. studenoga 2008. (Wayback Machine) na službenoj stranici Brucea Springsteena